# Биль, Линда
Линда Биль (англ. Linda Biehl; 1943 год, Чикаго, Иллинойс, США) — американская филантропка и мать Эми Биль, активистки, убитой в 1993 году в Южной Африке. Она является соучредителем (вместе со своим мужем Питером) и директором южноафриканского фонда The Amy Foundation.

## Биография
Биль родилась в 1943 году в Чикаго. Она познакомилась со своим покойным мужем Питером в Уиттиерском колледж в Калифорнии. Кроме Эми у пары родились ещё трое детей. До смерти своей дочери Линда управляла галереей искусства американских индейцев в Санта-Фе, Нью-Мексико.
После смерти Эми в Южной Африке в 1993 году Линда поддержала поданную в Комиссию истины и примирения апелляцию об амнистии, поданную осуждёнными за убийство. После поездки по окрестностям Кейптауна Били решили продолжить дело своей дочери. В 1994 году они основали Amy Biehl Foundation. В 1999 году чета Билей была удостоена гуманитарной премии Алины и Нормана Фелтонов. В 2002 году Питер умер от рака толстой кишки, но Линда продолжила свою работу. В 2008 году она была награждена Орденом Компаньонов О. Р. Тамбо в бронзе. В том же году она была объявлена первым стипендиатом Грили в Массачусетском университете Лоуэлл. В 2016 году Бил была нанята в качестве консультанта в Tyler Perry Studios для работы над фильмом о жизни Эми и взаимоотношениях её семьи с двумя мужчинами, осуждёнными за её убийство. На 2024 год фильм, получивший название «Год великой бури», всё ещё находится в производстве.